# Ametropus albrighti
Ametropus albrighti  (лат.) — вид подёнок из рода Ametropus. Вид назван в честь сборщика типовых экземпляров П. Н. Олбрайта (P. N. Albright). По мнению американского энтомолога Уильяма Патрика Маккаферти является синонимом вида Ametropus neavei.

## Распространение
Северная Америка: США (Вайоминг, Колорадо, Нью-Мексико, Юта).

## Описание
Длина 13—17 мм (нимфы до 19 мм). Общая окраска коричневая, грудь и ноги — светло-коричневые, голова — темно-коричневая сверху. 
У самцов глаза разделены на 2 отдела. Лапки 5-члениковые, 1-й сегмент слит с голенью и неподвижен. Передние ноги самцов равны по длине 65 % от длины передних крыльев (у самок — 30 %). Нижнечелюстные и нижнегубные щупики 3-члениковые. Жабры личинок листовидные; плоскотелый псаммофил (грудь и брюшко уплощены), встречаются на песчаном грунте больших рек.